# Mimosa spiciflora
Mimosa spiciflora là một loài thực vật có hoa trong họ Đậu. Loài này được H.Karst. miêu tả khoa học đầu tiên.